# Panama Francis
David Albert "Panama" Francis (Miami, 21 december 1918 - Orlando, 13 november 2001) was een Amerikaanse jazzdrummer van de swing en studiomuzikant van rock-'n-roll en rhythm-and-blues.

## Carrière
Francis speelde op 13-jarige leeftijd in nachtclubs in Miami en speelde onder andere in de band van de saxofonist George Kelly. Op 19-jarige leeftijd ging hij na de scheiding van zijn ouders met zijn uit Haïti afkomstige vader naar New York, waar hij speelde met Tab Smith, Billy Hicks' Sizzling Six en het orkest van Roy Eldridge, die hem vanwege zijn hoed de bijnaam Panama gaf. Van 1940 tot 1947 speelde hij in de band van Lucky Millinder en daarna tot 1952 bij Cab Calloway. Daarna was hij kortstondig bij Slim Gaillard, speelde kortstondig met Duke Ellington en Tommy Dorsey en leidde in 1953 zijn eigen band in Montevideo. Daarna werkte hij meestal als veel gevraagd studiomuzikant. Hij was onder andere te horen bij Peggy Sue van Buddy Holly, The Wanderer van Dion & the Belmonts, What a Difference a Day Makes van Dinah Washington, Only You, The Great Pretender, Smoke Gets in Your Eyes van The Platters, The Coasters, Big Girls Don't Cry, Walk Like a Man van The Four Seasons, Splish Splash van Bobby Darin, Drown in my Own Tears van Ray Charles en Prisoner of Love van James Brown. In 1959 speelde hij bovendien op opnamen van het orkest van Ray Conniff. Gelijktijdig nam hij deel aan sessies van mambo-koning Pérez Prado. Hij arrangeerde ook Prado's grootste hit Patricia. Bovendien speelde hij met Ray Charles, Ella Fitzgerald, Mahalia Jackson, Big Joe Turner, Eubie Blake, John Lee Hooker en Illinois Jacquet.
Van 1963 tot 1968 toerde hij met zangeres Dinah Shore en verhuisde daarna naar Californië, waar hij onder andere speelde met Teddy Wilson. In 1973 ging hij weer naar New York, waar hij twee jaar speelde in de band van Sy Oliver. Tijdens de jaren 1970 werkte hij mee aan meerdere projecten van de Harlem Renaissance, onder andere in heruitgaven van de band van Chick Webb in het Apollo Theater en, door hem geïnitieerd, van de The Savoy Sultans sporadisch vanaf 1974 en als vaste band vanaf 1979. In 1980 wonnen ze als beste nieuwe band de New York Jazz Award. Van 1980 tot 1985 verbleven ze in de Rainbow Lounge. Ze brachten zes platen uit, waaronder Grooving (1982) en Everything swings, waarvan twee werden genomineerd voor een Grammy Award. In 1978 speelde hij op het Newport Jazz Festival tijdens de viering ter gelegenheid van 50 jaar Lionel Hampton en in 1982 in een heruitgave van het Benny Goodman-kwartet, met Teddy Wilson en Lionel Hampton. Bovendien was hij tijdens de jaren 1970 lid van de New York Jazz Repertory Company en tijdens de jaren 1990 van The Statesman of Jazz. Francis trad op tot aan zijn overlijden in 1996.

### Als acteur
Francis was ook te zien in meerdere films met Cab Calloway in 1950, maar ook in Angel Heart met Mickey Rourke en Lady sings the blues met Diana Ross en in de video Secrets met Madonna.

## Onderscheidingen
Hij werd opgenomen in de Rock and Roll Hall of Fame. In 1993 werd hij onderscheiden door de Rhythm and Blues Foundation en door het Smithsonian National Museum of American History.

## Privéleven en overlijden
Francis was getrouwd en had twee zoons en vier dochters. In 1996 trok Francis zich terug uit de muziekbusiness wegens nierfalen door diabetes. Hij overleed op 13 november 2001 aan de gevolgen van een beroerte. In 1999 verscheen zijn autobiografie Davis Gets His Drum.
- Bibsys: 6089645
- Biblioteca Nacional de España: XX932191
- Bibliothèque nationale de France: cb13894114r (data)
- Gemeinsame Normdatei: 134376544
- International Standard Name Identifier: 0000 0003 6862 8761
- Library of Congress Control Number: n85038344
- MusicBrainz: 6237bf7f-1ae9-4066-b52f-3c484813bccc
- Nationale Bibliotheek van Tsjechië: xx0080775
- Nederlandse Thesaurus van Auteursnamen: 097735272
- SNAC: w6s19356
- Système universitaire de documentation: 156835657
- Virtual International Authority File: 61731783
- WorldCat: E39PBJpYrqwRKbM6RpvGDRCG73